# Копалейшвили, Теймураз Исакович
Теймураз Исакович Копалейшвили (груз. თეიმურაზ ისაკოვიჩ კოპალეიშვილი; 1930—2019) — советский и грузинский учёный-физик-теоретик, доктор физико-математических наук (1968), профессор (1969), член-корреспондентом АН Грузинской ССР (1979), академик Национальной академии наук Грузии (1993). Лауреат Государственной премия СССР в области науки и техники (1977).

## Биография
Родился 30 января 1930 года в городе Самтредиа, Грузинской ССР в крестьянской семье.
С 1948 по 1953 год обучался на физическом факультете Тбилисского государственного университета. который окончил с отличием. С 1954 по 1957 обучался в аспирантуре этого университета.
С 1958 года на научно-педагогической работе в Тбилисском государственном университете в качестве ассистента, старшего преподавателя и с 1969 года профессора физического факультета и профессора Отдела теоретической физики этого университета, где занимался вопросами в области ядерной физики и физики фундаментальных взаимодействий элементарных частиц. С 1977 года был одним из организаторов Института физики высоких энергий Тбилисского государственного университета (ИФВЭ ТГУ), являлся руководителем Отдела теоретической физики этого института, занимался организацией сотрудничества между ИФВЭ ТГУ и ОИЯИ.

### Научно-педагогическая деятельность и вклад в науку
Основная научно-педагогическая деятельность Т. И. Копалейшвили была связана с вопросами в области ядерной и теоретической физики и физики фундаментальных взаимодействий элементарных частиц, занимался исследованиями в области барионов и мезонов в виде связанных кварковых состояний и релятивистского квазипотенциального описания пион-дейтронного рассеяния, а так же исследованиями в области предсказания в рамках оболочечной модели ядер парного нуклонного механизма поглощения мезонов, данные предсказания были экспериментально подтверждены в Европейской организации по ядерным исследованиям при участии нобелевского лауреата Жоржа Шарпака. Результаты его научных работ докладывались на многочисленных международных конгрессах и конференциях в США, Европе и России (Дубна; ОИЯИ).
В 1958 году защитил кандидатскую диссертацию по теме: «Исследование реакций на некоторых легких ядрах с участием дейтонов и тритонов», в 1968 году защитил докторскую диссертацию на соискание учёной степени доктор физико-математических наук по теме: «Структура легких ядер и процессы поглощения π±-мезонов и γ-квантов». В 1969 году ВАК СССР ему было присвоено учёное звание профессор. В 1979 году был избран член-корреспондентом АН Грузинской ССР, а в 1993 году — действительным членом  АН Грузии.  Т. И. Копалейшвили было написано более ста научных работ, в том числе монографий и учебников, был авторов многочисленных статей опубликованных в ведущих научных журналах мира, под его руководством было выполнено шесть докторских и двадцать кандидатских диссертаций.

## Основные труды
- Исследование реакций на некоторых легких ядрах с участием дейтонов и тритонов. - Тбилиси, 1956. - 106 с.
- О механизме поглощения π± -мезонов легкими ядрами / Т. И. Копалейшвили, Ф. Г. Ткебучава. - Дубна: 1968. - 13 с. - (Издания/ Объедин. ин-т ядерных исследований. Лаборатория теорет. физики; Р4-3666).
- Структура легких ядер и процессы поглощения π±-мезонов и γ-квантов. - Тбилиси, 1967. - 237 с.
- Роль релятивистской кинематики в пион-дейтронном рассеянии / Г. А. Емельяненко, Т. И. Копалейшвили, А. И. Мачавариани. - Дубна:  1976. - 5 с. - (Издания/ Объедин. ин-т ядерных исследований; Р2-9693).
- Эффект динамического запаздывания в спектре масс тяжелых кваркониев / Т. Копалейшвили, А. Русецкий. - Дубна : ОИЯИ, 1996. - 16 с. - (Препринт. Объед. ин-т ядер. исслед.; Е2-96-396)[4]

## Награды и премии
- Орден «Знак Почёта»
- Государственная премия СССР в области науки и техники (1977 — за цикл работ по исследованию расщепления лёгких ядер γ-лучами высокой энергии методом камер Вильсона, действующих в мощных пучках электронных ускорителей)[5]
- Премия имени П. Меликишвили АН Грузинской ССР
- Премия имени Н. Мусхелишвили АН Грузинской ССР[1][2][3]